# GTO Live in 北海道
『GTO Live in 北海道』（ジーティーオー・ライブ・イン・ほっかいどう）は、相沢春吉と藤沢とおるによる日本の小説作品。『GTO』の外伝作品でもある。
1999年には、本作を原案とした実写映画も制作された。

## 登場人物
鬼塚 英吉（おにづか えいきち）
本作の主人公の1人。
市川 楽（いちかわ らく）
本作の主人公の１人兼語り手。
桂木 綾乃（かつらぎ あやの) / 小暮 綾乃（こぐれ あやの）
本作のキーパーソン。

## 用語
北文館学園

## 刊行情報
- 藤沢とおる（原作） / 相沢春吉（著） 『GTO LIVE in 北海道』 講談社〈マガジンノベルス〉、全2巻
  1. 「上」1998年9月21日発売[1]、ISBN 4-06-324331-1
  2. 「下」1998年11月16日発売[2]、ISBN 4-06-324332-X